# Shenzhou 11

Shenzhou 11 (Chinees: 神舟十一号) was een Chinese bemande ruimtevlucht naar het Chinese ruimtestation Tiangong 2. Doel van deze missie was een verblijf van een maand in het station, om de boordsystemen en herbevoorradingsmethodes (zoals bijtanken) in de praktijk te beproeven. Verder deed de bemanning onderzoek naar plantengroei in de ruimte (ten behoeve van zuurstofproduktie) en houdt middels echografie de conditie van hun lichamen bij. Gedurende hun verblijf nuttigde het duo meer dan honderd soorten ruimtevoedsel als praktijktest voor langere vluchten.
Shenzhou 11 werd gelanceerd op 16 oktober 2016 om 7.30 uur lokale tijd vanaf Jiuquan met een Lange Mars-2F draagraket. Na een vlucht van twee dagen koppelde het aan het station. De koppelingsmanoeuvre werd vanaf de grond uitgevoerd en duurde twee uur. 

## Bemanning
| Positie    | Ruimtevaarder                      |
| ---------- | ---------------------------------- |
| Commandant | Jing Haipeng, CNSA 3e ruimtevlucht |
| Operator   | Chen Dong, CNSA 1e ruimtevlucht    |

Ruimtevaartuig: Shenzhou · Tianzhou

Onbemand: Shenzhou 1 · Shenzhou 2 · Shenzhou 3 · Shenzhou 4 · Shenzhou 8

Bemand afgerond: Shenzhou 5 · Shenzhou 6 · Shenzhou 7 · Shenzhou 9 · Shenzhou 10 · Shenzhou 11 · Shenzhou 12 · Shenzhou 13 · Shenzhou 14 · Shenzhou 15 · Shenzhou 16 · Shenzhou 17 · Shenzhou 18

Bemand bezig: Shenzhou 19

Bemand gepland: Shenzhou 20 · Shenzhou 21

Gerelateerd: Tiangongprogramma · Tiangong 1 · Tiangong 2 · Tiangong ruimtestation · Lijst van bemande expedities naar het ruimtestation Tiangong · Lange Mars (raketfamilie) · Lanceerbasis Jiuquan